# Elektro (technický časopis)
Elektro, ISSN 1210-0889, je český odborný recenzovaný neimpaktovaný časopis pro silnoproudou elektrotechniku. Vydává jej FCC Public, s. r. o. sídlící v Praze 8. Vychází od roku 1991 jako nástupce časopisů Elektrotechnický obzor (vycházel od roku 1910) a Elektrotechnik (vycházel od roku 1946). Elektro je měsíčník, do roka vyjde deset čísel a v letních měsících jedno dvojčíslo. Každý rok vychází navíc několik úzce specializovaných příloh. K tradičním tématům časopisu patří elektroenergetika, domovní elektroinstalace a pohony. Nově se časopis zaměřuje na elektromobilitu a inteligentní budovy. Časopis je mediálním partnerem řady školících akcí a odborných konferencí v elektrotechnice, spolupracuje se středními i vysokými elektrotechnickými školami.
Standardní náklad čísla je 5 200 výtisků, při významných akcích až o 50 % vyšší. Šéfredaktorem je Josef Košťál. Hlavními cílovými skupinami jsou revizní technici, elektromontéři, projektanti, konstruktéři, konzultanti, vedoucí pracovníci firem, obchodníci, technici, studenti. Běžné číslo má 64 stran a formát 210 × 295 mm.
Vydavatel kromě tohoto časopisu vydává ještě měsíčník Světlo, různé technicky zaměřené knihy a ročenku Elektro.
O obsahu nových čísel časopisu pravidelně informují tematicky spřízněné odborné weby jako tzb-info , Elektrika.cz , nebo Transactions on electrical engineering .